# Paulding
Paulding é uma vila localizada no estado norte-americano de Ohio, no Condado de Paulding.

## Demografia
Segundo o censo norte-americano de 2000, a sua população era de 3595 habitantes.
Em 2006, foi estimada uma população de 3413, um decréscimo de 182 (-5.1%).

## Geografia
De acordo com o United States Census Bureau tem uma área de
6,2 km², dos quais 5,9 km² cobertos por terra e 0,3 km² cobertos por água. Paulding localiza-se a aproximadamente 218 m acima do nível do mar.

## Localidades na vizinhança
O diagrama seguinte representa as localidades num raio de 16 km ao redor de Paulding.